# Poemiks
Poemiks – rodzaj komiksu, stosujący formę poetycką, często mieszczący treść w jednym kadrze; uznawany także za odrębną dziedzinę sztuki, łączącej poezję i komiks, czy też sztukę miksowania poezji z grafiką.

## Forma
Język poemiksu to zwykle krótkie formy tekstowe, słowa rysowane, tekst pisany ręcznie, ale też ozdobne wykorzystanie czcionek. Stosowanie dużych rozmiarów liter w poemiksie często bardzo przypomina onomatopeje stosowane w komiksie. Pod względem graficznym w poemiksach wykorzystywane są motywy abstrakcyjne, choć czasami są umieszczane bardziej treściwe znaczeniowo elementy. Poemiks, zwany czasem małym plakatem, korzysta ze sposobów rozmieszczania tekstu wypracowanego przez plakat. Grafika plakatowa w niektórych poemiksach pojawia się poprzez podobne symbole, skojarzenia i rysunki, nadające metaforyczną formę przekazu.

## Historia
Już w roku 1969 Dino Buzzati wydał tomik "Poema a fumetti".
Tę formę sztuki stosował również brazylijski twórca Alvaro de Sa, publikując w 1991 tomik „Poemics (a comics meta language)”. Swoje prace zaliczał jednak do poezji wizualnej (poesia visual). Jak sam stwierdził, poemat wyrasta z przewagi funkcji poetyckiej nad semantyczną, a znaki zastosowane w komiksie stają się przedmiotem performansu. Poemiks jako odrębną dziedzinę sztuki wyodrębnił Piotr Szreniawski, a jednym z popularniejszych jej twórców był Norbert Rybarczyk. W twórczość poemiksową zaangażowały się Joanna Łańcucka i Joanna Mueller, których poemiks Waruj był finalistą nagrody Silesiusa w kategorii „Książka Roku” w roku 2020.